# 제4전차사단 (일본군)
전차 제4사단(戦車第4師団 센샤 다이욘시단[*])은 일본 제국 육군의 전차사단이다. 통칭호는 "鋼 하가네[*](강철) 병단"

## 역사
사단은 제2차 세계 대전 말기에 결호 작전을 위해 각지에서 소집된 교육훈련부대로 1944년 7월 6일에 지바현 나라시노시에서 편성되었다. 편성된 직후 곧바로 제36군 예하부대로 전속하였다. 주력 장비로서 2식 중전차 지누를 개량한 3식 중전차와 3식 포전차를 운용하였다.
지바현 지바시에서 주둔하고 있다가, 연합군의 침공이 이뤄지기 전에 일왕의 항복 선언으로 어떠한 전투도 없이 1945년 9월 3일에 복원되었다.

## 조직

### 지휘부
사단장
- 중장 나구라 시오리; 1944년 7월 8일 ~ 8월 12일[4]
- (대리) 소장 간인 스미히토; 1945년 8월 12일 ~ 16일[4]
- 중장 나구라 시오리; 1945년 8월 16일 ~ 9월 3일[4]

참모장
1. 대좌 가도 다케유키; 1944년 7월 8일 ~ 9월 21일[5]
2. 대좌 야노 다카; 1944년 9월 21일 ~ 1945년 9월 3일[6]

### 편성
- 전차 제28연대[2]
- 전차 제29연대[2]
- 전차 제30연대[2]
- 사단 직속부대
  - 고사포대
  - 통신대
  - 정비대
  - 치중대
  - 기관포대; 1945년 4월 창설

## 참고

### 인용
1. 1 2  Zaloga 2007, 20쪽.
2. 1 2 3 4  Rottman & Takizawa 2008, 12쪽.
3. ↑  Tomczyk 2005, 15쪽.
4. 1 2 3  Hata 2005, 382쪽.
5. ↑  Toyama 1981, 441쪽.
6. ↑  Toyama 1981, 453쪽.

### 자료
- 영어권
  - Frank, Richard B (1999). 《Downfall: The End of the Imperial Japanese Empire》 (영어). New York: Random House. ISBN 0-679-41424-X.
  - Jowett, Bernard (1999). 《The Japanese Army 1931-45(Volume 2, 1942-45)》 (영어) 2판. Osprey Publishing. ISBN 1-84176-354-3.
  - Madej, Victor (1981). 《Japanese Armed Forces Order of Battle, 1937–1945》 (영어). Game Publishing Company. ASIN B000L4CYWW.
  - Rottman, Gordon L.; Takizawa, Akira (2008). 《World War II Japanese Tank Tactics》 (영어). Osprey Publishing. ISBN 978-1846032349.
  - Tomczyk, Andrzej (2005). 《Japanese Armor Vol. 4》 (영어). AJ Press. ISBN 978-8372371676.
  - Zaloga, Steven J. (2007). 《Japanese Tanks 1939–45》 (영어). Osprey Publishing. ISBN 978-1-8460-3091-8.
- 일본어권
  - 外山操 (1987).  森松俊夫, 편집. 《帝国陸軍編制総覧》 (일본어). 芙蓉書房.
  - 秦郁彦 (2005). 《日本陸海軍総合事典》 (일본어) 2판. 東京大学出版会. ISBN 4130301357.
  - 福川秀樹 (2001). 《日本陸軍将官辞典》 (일본어). 芙蓉書房.
  - 外山操 (1981). 《陸海軍将官人事総覧 陸軍篇》 (일본어). 芙蓉書房.